# آریان شلوتر
آریان شلوتر (انگلیسی: Ariane Schluter؛ زادهٔ ۱ فوریهٔ ۱۹۶۶) بازیگر، و بازیگر سینما اهل پادشاهی هلند است.
از فیلم‌ها یا برنامه‌های تلویزیونی که وی در آن نقش داشته‌است می‌توان به ۱–۹۰۰، ماترهورن و غریزه اشاره کرد.